# Estação Ecológica da Mata Preta
A Estação Ecológica (ESEC) da Mata Preta é uma unidade de conservação brasileira  de proteção integral da natureza localizada no oeste de Santa Catarina, com território distribuído pelo município de Abelardo Luz, com área total de 6 565,70 ha. Foi criada por decreto presidencial em 19 de outubro de 2005 para proteger três fragmentos de Floresta Ombrófila Mista remanescentes na região. Dentre os objetivos da ESEC da Mata Preta estão a preservação dos ecossistemas naturais remanescentes e o desenvolvimento de pesquisas científicas e de atividades de educação ambiental. A administração da ESEC da Mata Preta está a cargo do Instituto Chico Mendes de Conservação da Biodiversidade (ICMBio).

## Importância para a conservação
A Estação Ecológica da Mata Preta está inserida numa região de intensa pressão de exploração florestal e expansão de culturas agrícolas. Seus três fragmentos florestais, mesmo com sinais variáveis de interferência antrópica, são as últimas manchas de vegetação original nesse município e região, o que definiu a criação de uma unidade de conservação de proteção integral. O Probio identificou os remanescentes de Floresta Ombrófila Mista da região de Abelardo Luz como área de importância biológica “extremamente alta”, cabendo a indicação de uma unidade de conservação de proteção integral. As características da área proposta justificam essa indicação:
1. Três grandes fragmentos muito próximos e com grande possibilidade de conexão;
2. Num dos fragmentos registra-se predominância da araucária (Araucaria angustifolia) no estrato superior da floresta, formação designada popularmente como “mata preta”, paisagem hoje já muito rara na Floresta com Araucária;
3. Ocorrência de espécies ameaçadas de extinção;
4. Região sob intensa pressão de exploração florestal e ocupação agrícola.

## Biodiversidade
A ESEC é formada por três fragmentos muito próximos e com grande possibilidade de conexão. Um desses fragmentos ainda abriga uma população considerável de pinheiros (Araucaria angustifolia), bem como de outras espécies ameaçadas de extinção como a imbuia (Ocotea porosa) e o xaxim (Dicksonia sellowiana).

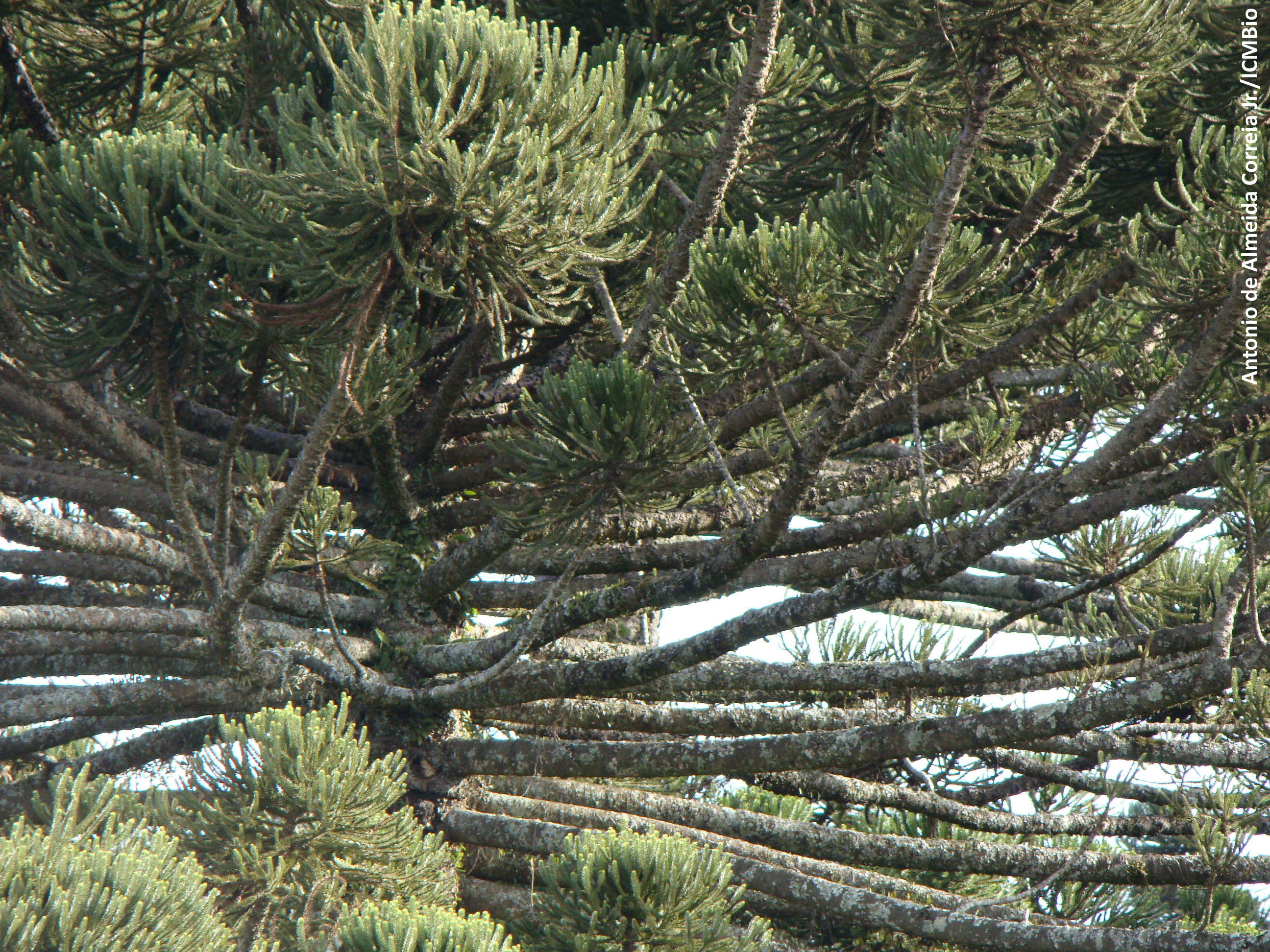
Copa de Araucaria

O clima na região da ESEC Mata Preta é o Cfb (Classificação de Köppen), com temperatura média nos meses mais frios (junho e julho) inferior a 18 °C e temperatura média nos meses mais quentes (janeiro e fevereiro) inferior a 22 °C. Os verões são brandos e os invernos são frios, com geadas frequentes. Não há estação seca definida e as chuvas são distribuídas por todos os meses do ano.
Na floresta predominam as lauráceas, dentre as quais se destacam as não menos ameaçadas sassafrás (Ocotea odorifera), canela-pururuca (Cryptocarya aschersoniana) e a canela-lageana (Ocotea pulchella). Ocorrem também a bracatinga (Mimosa scabrella), o angico-vermelho (Parapiptadenia rigida), o cedro (Cedrela fissilis) e a erva-mate (Ilex paraguariensis).
O aspecto fisionômico do fragmento leste é ainda bastante uniforme, formando uma área contínua de pinheiros (Araucaria angustifolia), com um sub-bosque dominado principalmente pela imbuia (Ocotea porosa), pela sapopema (Sloanea lasiocoma) e pela erva-mate (Ilex paraguariensis).
Nos fragmentos central e oeste, além das espécies botânicas mais freqüentes e já citadas anteriormente, são também encontradas a canela-pururuca (Cryptocarya aschersoniana), a canela-amarela (Nectandra lanceolata), a canela-lageana (Ocotea pulchella), a canela-preta (Nectandra megapotamica), o pau-andrade (Persea major), a cerejeira (Eugenia involucrata), o guabiju (Myrcianthes pungens), o araçazeiro (Myrcianthes gigantea), a uvaia (Eugenia pyriformis), a murta (Blepharocalyx longipes), o guamirim (Myrcia obtecta), o camboatá (Matayba elaeagnoides), o miguel-pintado (Cupania vernalis), o vassourão-branco (Piptocarpha angustifolia), o pau-toucinho (Vernonia discolor), a bracatinga (Mimosa scabrella), o rabo-de-mico (Lonchocarpus leucanthus), o angico-vermelho (Parapiptadenia rigida), o cedro (Cedrela fissilis), a canjerana (Cabralea canjerana), o guaraperê (Lamanonia speciosa), o tarumã (Vitex megapotamica), o pessegueiro-bravo (Prunus sellowii), as caúnas (Ilex brevicuspis, Ilex dumosa, Ilex microdonta), a congonha (Ilex theezans), a pimenteira (Capsicodendron dinisii), além da canela-sassafrás (Ocotea odorifera), árvore também relacionada na Lista Oficial de Espécies da Flora Brasileira Ameaçadas de Extinção.

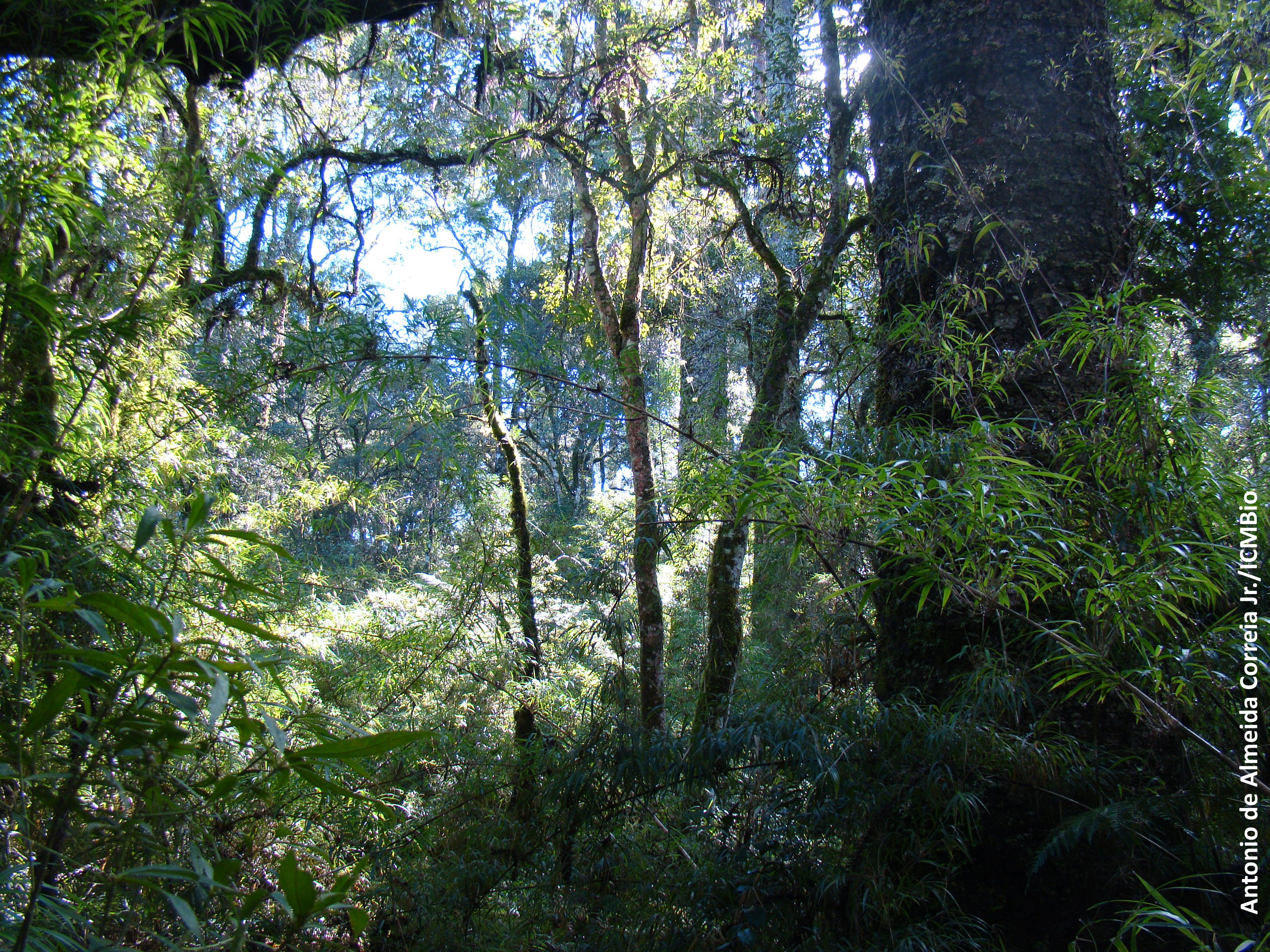
Floresta ombrófila mista

Dentre as espécies de arvoretas das matas da Estação Ecológica Mata Preta são destacadas a guaçatonga (Casearia decandra), o vacunzeiro (Allophylus guaraniticus), o leiteiro (Sebastiania brasiliensis), entremeadas pela taquara-mansa (Merostachys multiramea).
Entre as espécies vegetais de interesse econômico ocorrentes na unidade, podemos citar como mais procuradas a araucária (Araucaria angustifolia), tanto pela madeira, utilizada para construções, quanto pelos pinhões comestíveis, a erva-mate (Ilex paraguariensis), coletada na mata para produção de erva para chimarrão e a imbuia (Ocotea porosa) utilizada para construções e cercamentos.
As informações sobre a fauna ocorrente na UC ainda são preliminares, provenientes de informações produzidas pelo monitoramento de fauna e de entrevistas feitas entre a população do entorno para elaboração do PCA – Plano de Ação para Conservação da Estação Ecológica Mata Preta.
O monitoramento de fauna tem registrado, desde 2009, atropelamentos, avistamentos e vestígios de presença de fauna. A partir dos dados coletados, foi coligida uma lista preliminar de espécies ocorrentes na ESEC Mata Preta e entorno, com registro de 34 espécies de mamíferos, 108 espécies de aves, 10 espécies de répteis e três de anfíbios. O monitoramento de atropelamentos de fauna indica impacto importante principalmente nas populações de espécies de canídeos (Cerdocyon thous e Pseudalopex gymnocercus), xenartros (Dasypus novemcinctus, Dasypus septemcinctus, Euphractus sexcinctus, Cabassous tatouay e Tamandua tetradactyla), marsupiais (Didelphis albiventris) e felinos (Puma concolor e Leopardus tigrinus). Foram registradas espécies constantes na Lista Oficial de Espécies da Fauna Brasileira Ameaçada de Extinção: suçuarana (Puma concolor), jaguatirica (Leopardus pardalis), gato-do-mato-pequeno (Leopardus tigrinus), gato palheiro (Oncifelis colocolo), veado poca (Mazama nana) e papagaio-do-peito-roxo (Amazona vinacea).
No PCA foram listadas sete espécies presentes na região que podem ser consideradas bioindicadoras de qualidade ambiental: suçuarana (Puma concolor), cateto (Pecari tajacu), jaguatirica (Leopardus pardalis), bugio (Alouatta guariba), veado mateiro (Mazama americana), veado poca (Mazama nana) e macuco (Tinamus solitarius).

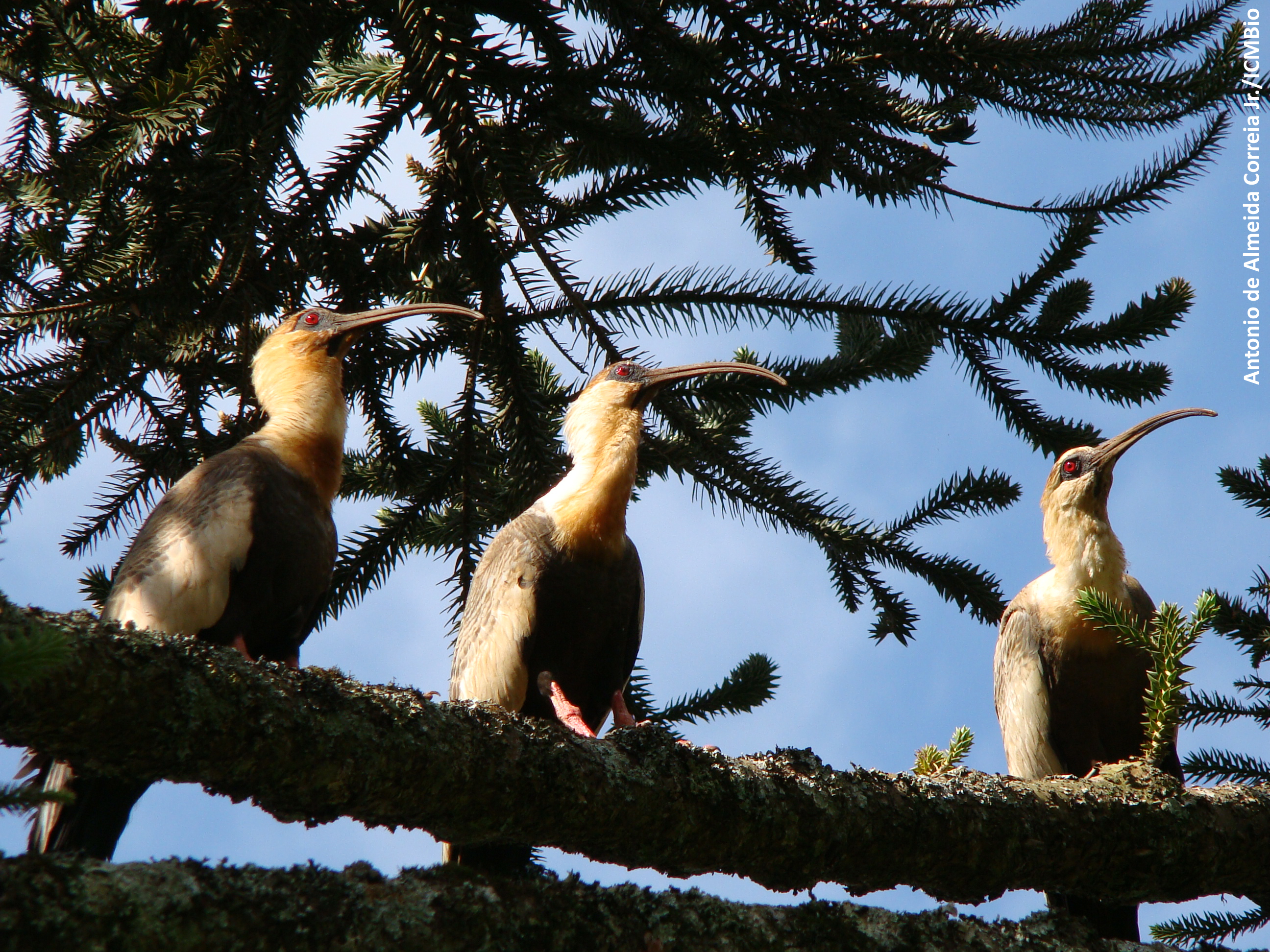
Curicacas em araucária

A caça, praticada como atividade de lazer ou, ocasionalmente, como atividade econômica, representa ameaça às populações de espécies que são frequentemente mais procuradas, como a paca (Agouti paca), o veado mateiro (Mazama americana), o veado virá (Mazama gouazoubira), o veado poca (Mazama nana), a cutia (Dasyprocta azarae), o cateto (Pecari tajacu), o macuco (Tinamus solitarius), o jacuaçu (Penelope obscura), o inhambu-guaçu (Crypturellus obsoletus), o uru (Odontophorus capueira), entre outros.

## Características soócio-ambientais
Não há moradores no interior da unidade de conservação atualmente. As populações humanas estão presentes no entorno da unidade, onde se localizam grandes fazendas de agricultura mecanizada e criação de gado, plantios de pinus e seis comunidades rurais: Barro Preto, Linha Pagliosa, Cabeceira do Banho, Rincão Torcido, Sítio Barrichello e Assentamento Nova Aurora. Nessas comunidades encontram-se pequenas propriedades e o assentamento de reforma agrária, onde são desenvolvidas atividades de agricultura, com destaque para as culturas anuais (soja transgênica e convencional, trigo, milho e feijão), a pecuária tanto de corte como de leite e seus derivados e avicultura que consiste na criação e engorda de aves para fornecimento a frigoríficos. A comunidade do Rincão Torcido tem como principal atividade econômica o comércio, com bares, restaurantes e postos de atendimento aos veículos.
A regularização fundiária da Unidade foi iniciada apenas recentemente e estão abertos seis processos para indenização de proprietários, em 382 hectares. A partir de 2012, foram indenizados os primeiros cinco proprietários, com 106 hectares passados para o domínio da União – somando-se essa área aos 111 hectares pertencentes à reserva legal do Assentamento Nova Aurora, totaliza-se 217 hectares sob administração direta do ICMBio. A gestão das áreas ainda não indenizadas é limitada, havendo diversas restrições para o desenvolvimento de atividades, recuperação de áreas degradadas e instalação de estruturas.
O processo de criação da unidade de conservação foi conflituoso e sua existência, ainda hoje, enfrenta resistência por setores da sociedade local.
O Conselho Consultivo da Estação Ecológica Mata Preta foi criado pela Portaria nº 78, de 27 de agosto de 2010 (retificado pela Portaria nº 106 de 04 de outubro de 2010 e modificado pela Portaria nº 197 de 14 de junho de 2013), e tem a finalidade de contribuir com ações voltadas à gestão participativa, elaboração, implantação e implementação da unidade de conservação e ao cumprimento dos seus objetivos de criação.
O conselho conta com 13 cadeiras, das quais seis são ocupadas por instituições governamentais e as demais sete cadeiras por 12 organizações da sociedade civil.

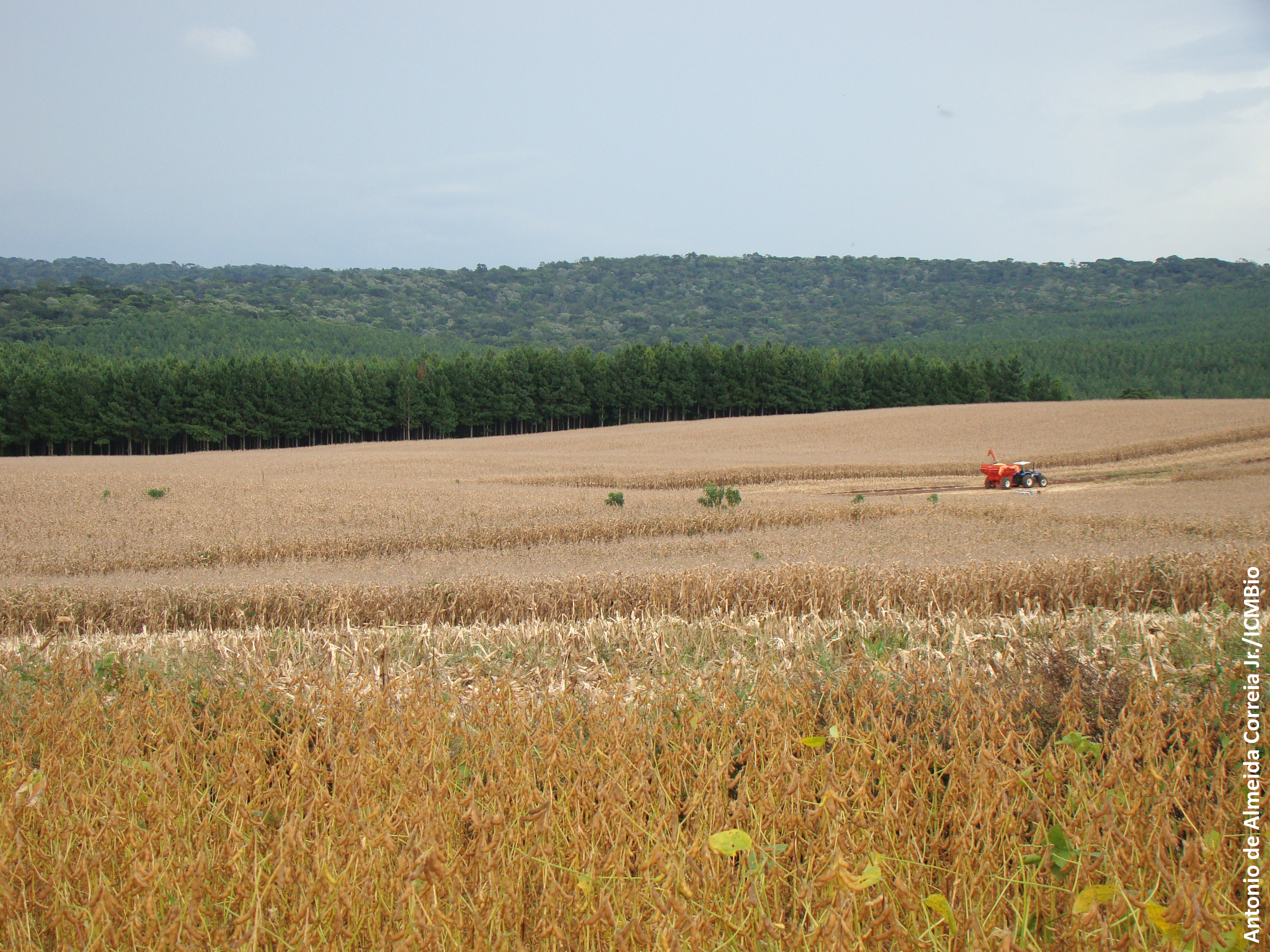
Agricultura nos limites da ESEC Mata Preta

## Atividades desenvolvidas
Entre as atividades desenvolvidas hoje pela unidade de conservação estão as ações de educação ambiental com escolas e comunidades, fiscalização e proteção ambiental, pesquisa científica e licenciamento de atividades no seu entorno.

## Problemas ambientais
Entre os problemas ambientais mais graves vistos na região estão os desmatamentos para ocupação de áreas pela agricultura e para retirada de madeira, os desmatamentos em áreas de proteção permanente, como as próximas a rios, sangas e nascentes, a poluição e a caça. A caça, apesar de ser proibida no Brasil desde 1967, ainda é vista em toda a região, causando diminuição das populações de várias espécies, algumas inclusive espécies ameaçadas de extinção.